# William Courtright
William Courtright (10 de março de 1848 — 6 de março de 1933) foi um ator de cinema norte-americano. Ele apareceu em sessenta e oito filmes entre 1912 e 1930. Sua esposa foi a atriz Jennie Lee, com quem ele atuou em Intolerância.